# تاج دولتشاه
تاج دولتشاه روستایی در دهستان نهرمیان بخش زالیان شهرستان شازند استان مرکزی ایران است.

## مردم
مردم این روستا فارس هستند و به زبان فارسی سخن می گویند.

## جمعیت
بر پایه سرشماری عمومی نفوس و مسکن در سال ۱۳۹۵ جمعیت این روستا ۵۳ نفر (۲۰خانوار) بوده‌است.